# مقالب ظريفة
كوب ضد كات أو الطفل ضد القط بالإنجليزية (Kid vs cat) هو مسلسل رسوم متحركة كندى كوميدى وظهر أول مرة على YTV في كندا في 25 أكتوبر 2008، وبثت على XD ديزني في الولايات المتحدة في 13 فبراير 2009، وقد دبلج إلى العربية ويعرض على إم ‌بي ‌سي 3 لكن بأسم خاطئ (مقالب ظريفة) وكذلك بث على تلفزيون ج بالأسم الصحيح لكن بنفس الدبلجة

.

## قصة الكرتون
يحكى الكرتون عن صبى عمره 10 أعوام اسمه كوب برتنبرغرغ يعيش مع والده السيد برتن وأخته ميلى وفي أحد المرات الذين هم الثلاثة يلعبون الكرة وقعت الكرة في الغابة فذهب كوب لإحضارها فإذا يجد قطا يطارده وعندما وصل إلى المنزل مسكت أخته هذا الحيوان ظنا منه أنه هادئ ولطيف ولكنه في الحقيقة شرير ومفترس فقد جاء من مجرة أخرى إلى أخرى وقد علق في كوكب الأرض عن طريق الخطأ وفي طول القصة يقوم القط بعمل مشاكل ويتم توريط الصبى كوب فيها وعندما يخبرهم بأن قط وتسميه أخته (السيد قط) يظهر القط في صورة لطيفة وهادئة ويستمر ذلك حتى نهاية المسلسل

## الشخصيات
السيد قط : قط شرير وهو من مجرة أخرى ويقوم بعمل المكائد وبتهم فيها الصبى كوب
كوب برتنبرغرغ : صبى في العاشرة من عمره دائما ما يقع في المشاكل بسبب السيد قط
السيد برتنبرغرغ : هو والد كوب وهو دائما مضحك ويتصرف تصرفات طفولية ويظن أن ابنه كوب هو من يسبب المشاكل لا قط
ميلى برتنبرغرغ : فتاة صغيرة مدللة وهي مالكة السيد قط وتظن كما يظن أبيها وتحصل على ماتشاء من أبيها بأنها تبكى بكاء حارا وذا صوت عالى
دينيس : هو صديق كوب وهو الوحيد يعرف حقيقة قط بعد كوب ويحاولان إثبات تهمة واحدة على قط لكى يؤكد لأبهاوأخته أنه برئ من كل المصائب التي يسببها له هذا القط
هنتر : هو صديق كوب ودائما يسخر من كوب على مايحدث له من مقالب يسببها له قط
العجوز مانسون : هي امرأة عجوز تملأ حديقة منزلها بتماثيل الأقزام وعندما يقع أي شيء في بيتها تأخذه ولا يعرف أحد عنه شيئا ويستغل قط هذه العجوز ويصنع المشاكل التي يورط فيها عائلة كوب ومن ذاك يعاقب أسرة كوب كوب
فيبى : صديقة ميلى وتحب كوب كثيرا إلا أنها باردة وثقيلة الظل وولا يحبها كوب وتمتلك قطة تطلق عليها اسم (كرة العسل)

## رقائق الفيشى فريسكى
هي رقائق على شكل سمكة يحبها السيد قط ويتمنى أن يعيش طول حياته يأكل فيها

## وصلات خارجية
- مقالب ظريفة على موقع IMDb (الإنجليزية)
- مقالب ظريفة على موقع ميتاكريتيك (الإنجليزية)
- مقالب ظريفة على موقع روتن توميتوز (الإنجليزية)
- مقالب ظريفة على موقع كينوبويسك (الروسية)
- مقالب ظريفة على موقع ألو سيني (الفرنسية)
- مقالب ظريفة على موقع قاعدة بيانات الفيلم (الإنجليزية)